# Гаргулья

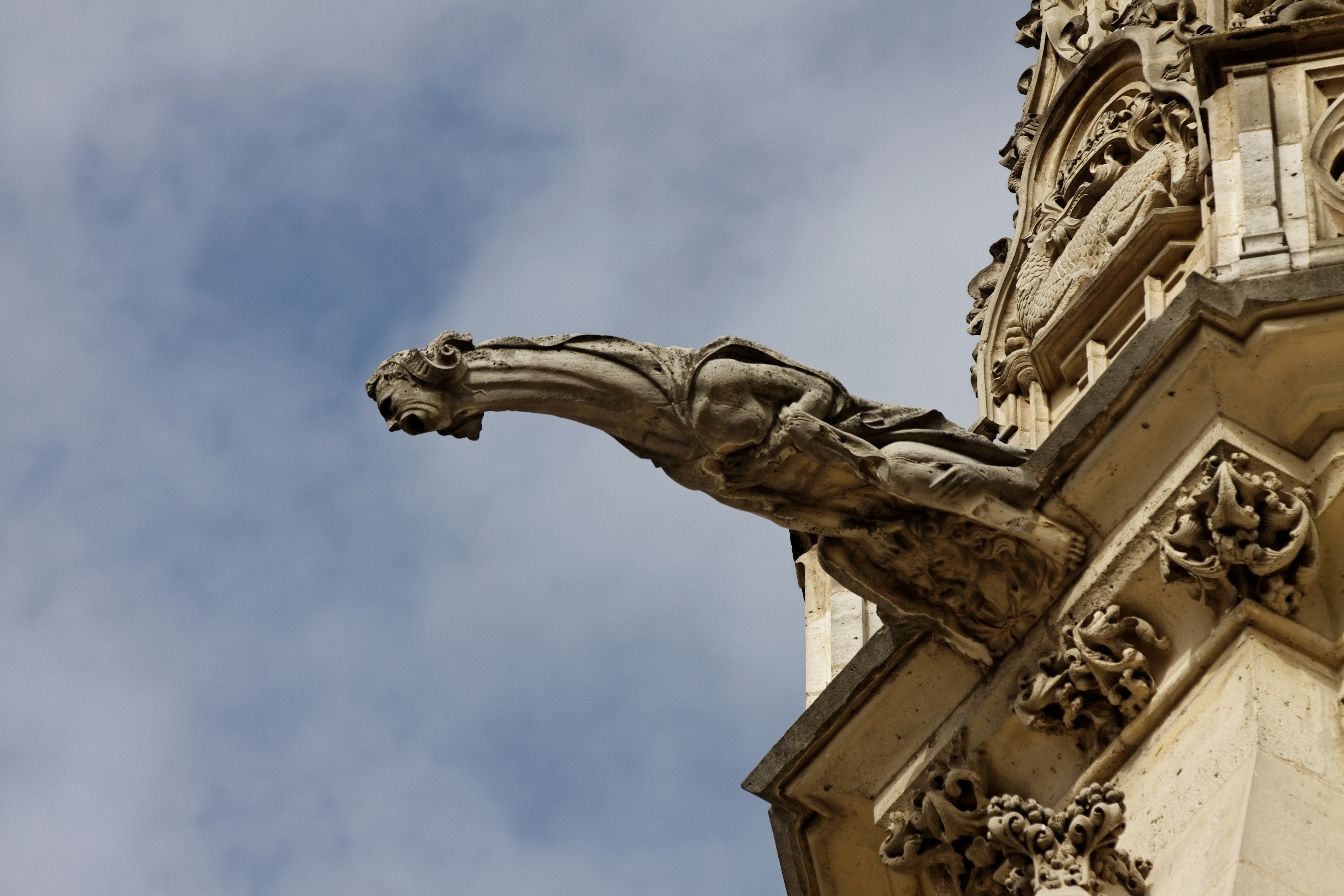
Позднеготическая гаргуйль «Святой капеллы» в Венсенском замке, XV в.

Гаргу́лья, также гаргу́йль (фр. gargouille, [ɡaʁ.ɡuj]) и горгу́лья — в готической архитектуре: каменный или металлический выпуск водосточного жёлоба, чаще всего скульптурно оформленный в виде гротескного персонажа (иногда — многофигурного сюжета) и предназначенный для эффективного отвода стока от вертикальных поверхностей ниже свеса кровли. Сильно вынесенная перпендикулярно стене гаргуйль является характернейшим элементом силуэта многих крупных построек средневекового Запада, а также одним из мотивов в готических реминисценциях эклектики, модерна и ар-деко, где её функция часто исключительно декоративная.
Выразительность этой детали, её необычная композиция (фактически — лежачая статуя) и очевидное сюжетное несоответствие вероучительной тематике центральных скульптурных ансамблей готических церквей обусловили внимание, которое привлекли к себе гаргуйли со времени пробуждения интереса к «средневековому» в первой половине XIX века. В постклассической Европе образы этих второстепенных архитектурных элементов оказались востребованными как в качестве ключа для интерпретации самого явления Средних веков, так и для всякого рода смысловых сопоставлений в контексте современной цивилизации. Уже в XX веке в фантастической литературе и кинематографе, а вслед за ними в массовой культуре вообще, понятие было переосмыслено таким образом, что стало обозначать не функциональный элемент сооружения, а сам персонаж, изваянный в камне как с целью обеспечения организованного сброса воды с крыши, так и вне этой функции. Проекцией этого представления оказывается смешение понятий гаргулья и химера, а также ложное предположение о существовании в системе средневековой западноевропейской тератологии демонических существ-гаргулий (иначе — горгулий), изображения которых якобы и помещали на карнизы зданий, например, для отпугивания злых духов. В крайних проявлениях этой смысловой трансформации, набравшей силу с распространением моды на жанр фэнтези, может утрачиваться даже идея какой-либо связи со скульптурным прототипом. В современном словоупотреблении гаргулья часто означает полуантропоморфное (как правило, крылатое) демоническое существо, выступающее в фантастических сюжетах, и может использоваться как метафора телесного уродства.

## Этимология, орфография и употребление термина
Французское слово gargouille — составное. Первая его часть garg- родственна позднелатинскому глаголу gargarizare, восходящему к др.-греч. γαργαρίζω — ‛полоскать’. В отношении этого корня утверждается его звукоподражательный характер, имитирующий журчание воды. Второй корень представляет собой вариацию слова gueule (старофр. goule, от лат. gula) — ‛глотка’.
Форма горгулья (см. ниже), редко относимая к первоначальному (архитектурно-строительному) значению слова, в авторитетных иноязычных источниках не прослеживается, но, безусловно, возникла в результате сближения с фр. либо англ. gorge — ‛горло’, ‛глотка’ (что симптоматично, поскольку в этом случае слово содержит внутреннюю тавтологию) и, возможно, под влиянием имени Горгона.
В современном русском языке у этого понятия отсутствует единая устойчивая орфография. Наиболее распространённая форма гаргулья покрывает весь спектр значений, тогда как гаргуйль и горгулья обнаруживают тенденцию к поляризации: в первом случае всегда подразумевается термин из истории архитектуры, во втором, как правило, фантастический персонаж. Прочие варианты (встречаются написания гаргойль, гаргуль, гаргулия и т. п.) на сегодняшний день не образуют языковой нормы и формируют локальные субкультурные традиции, группирующиеся вокруг тематических интернет-форумов.

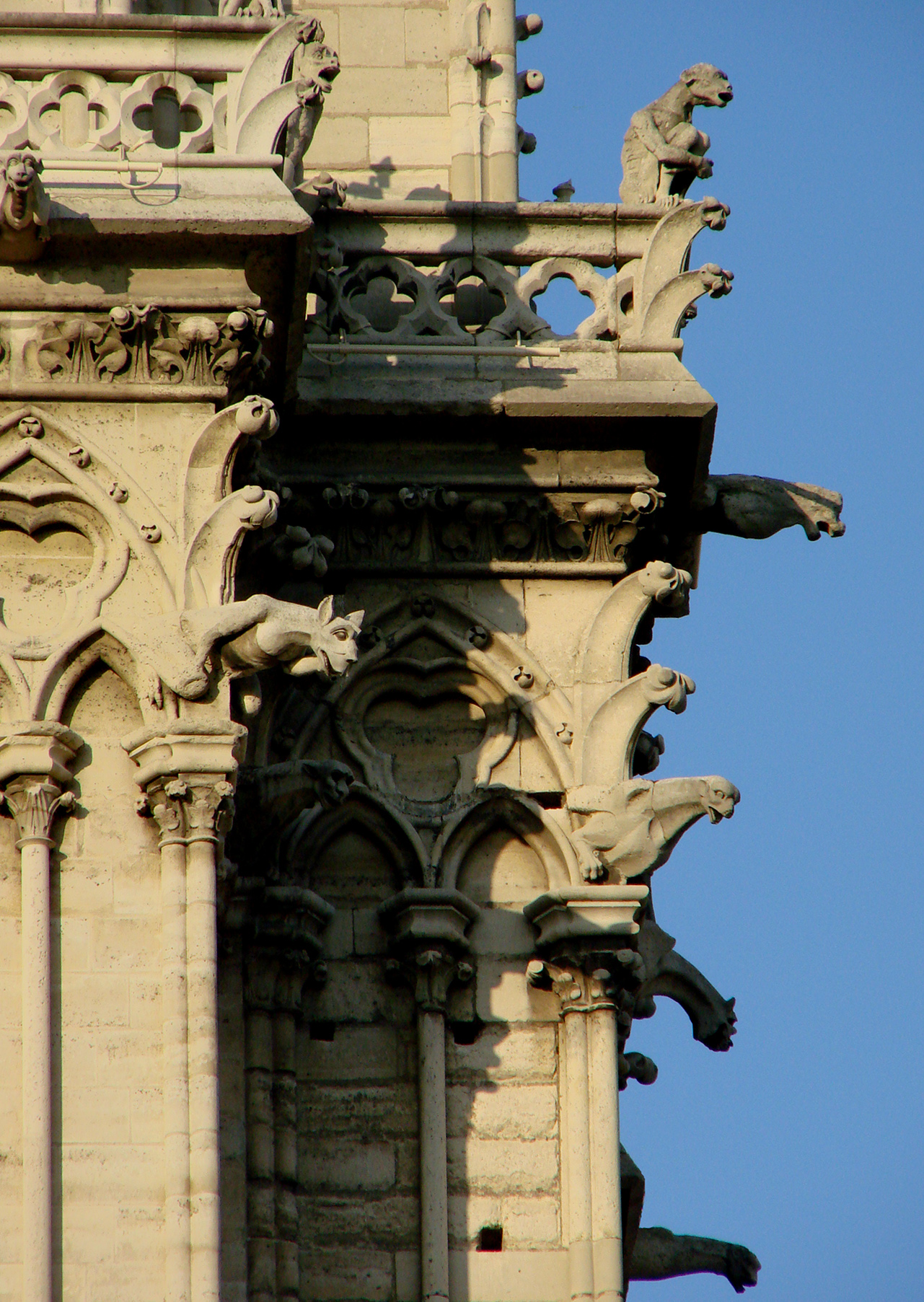
Ансамбль химер, флеронов и гаргуйлей собора Парижской Богоматери

Несмотря на этимологию слова и привязку исходного понятия к определённому функциональному назначению, в настоящее время наблюдается экспансия значений соответствующего английского термина, стремящегося объять всю романо-готическую круглую пластику (также квазиготическую, неоготическую и иных производных от готики художественных систем) фантастического характера — с одной стороны, — и любое художественно оформленное приспособление для отвода воды независимо от культурной и стилистической принадлежности — с другой. Через посредство переводных текстов англ. gargoyle оказывает влияние и на русский аналог, тогда становится возможным вывод, что термин употребим, например, по отношению к античным водомётам, часто оформленным маскаронами, а также к скульптурным изображениям химер. В то же время ряд справочных изданий предостерегает от смешения этих понятий, указывая на хронологическую и функциональную ограниченность термина «гаргулья». В русском языке стилистически нейтральными терминами, обозначающими схожие строительные элементы, являются понятия «выпуск водостока», «водослив» (часто просто «слив»), «водомёт».

## Чудо св. Романа Руанского
Гаргуйль появляется как имя собственное в локальном мифе о святом Романе, епископе Руана (VII в.), задолго до возникновения строительного термина. Согласно легенде, святой молитвой укротил обитавшее в низовьях Сены чудовище, называвшееся Ла-Гаргуль.
Это имя, возникшее по той же модели, что и строительный термин — от глагола gargouiller со значением булькать, ворчать, бормотать, болтать, подобно именам других чудовищ локальных городских мифологий Франции, является не более чем насмешливым прозвищем, которое можно было бы перевести как «Брызгунья» или «Полоскунья», ср: Grand’ Gueule (или Grand’ Goule) из Пуатье означает всего лишь «Большая пасть» (см. gueule), Graoully (иначе Graouli, Graouilly, Graouilli, Graully) из Меца возводится к нем. graulich — «страшный, ужасный», Chair Salée из Труа значит «Солонина». Руанская Gargouille тем более не одинока, что можно найти тварей с именами Gargelle, Garagoule (эта её тёзка обитала в Провансе) — всё от той же «глотки». Интересно, что по этой же модели Рабле составил имена своих Грангузье, Гаргамели и Гаргантюа. Обращает на себя внимание назойливая аллитерация большинства этих имён, варьирующих одно и то же созвучие.
Весь этот спектр имён позволяет говорить о наличии некоей общей модели фамильярного именования фольклорных чудовищ раннего французского средневековья — модели, которая могла быть воспроизведена и при появлении столетия спустя архитектурного термина. Говорить же о прямой преемственности названия инженерной детали руанской La Gargouille не позволяет ни локализация мифа, ни сам способ, по которому образовано имя персонажа — имя, в котором отчётливо прослеживается его генезис — тот же самый, что и у термина «гаргуйль».

## История и особенности функционирования

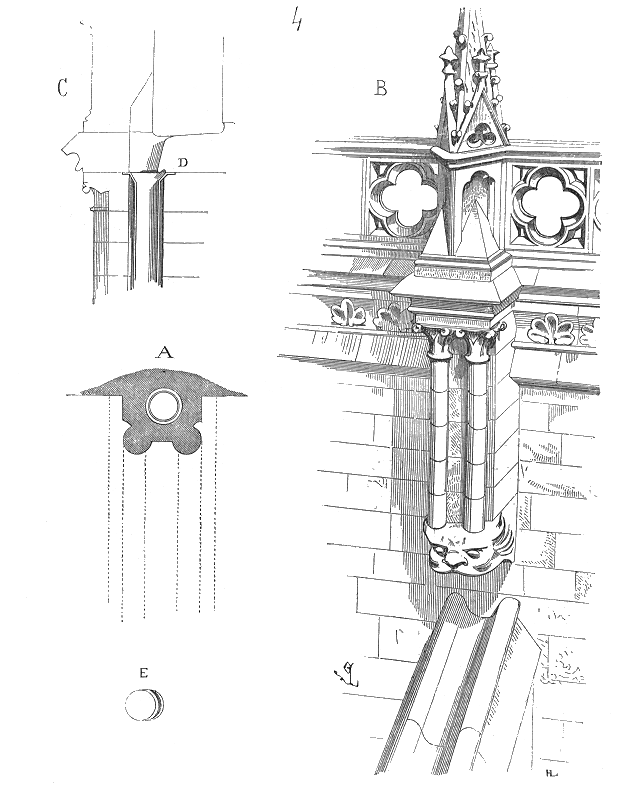
Гаргуйль в составе системы водоотвода большого собора. Из книги Э.-Э. Виолле-ле-Дюка «Толковый словарь французской архитектуры XI—XVI вв.», сер. XIX в.

Возникновение гаргуйли синхронно появлению в конструкции стены венчающего водосточного жёлоба, чьим элементом она является. Желоба́, широко применявшиеся в античной архитектуре (см. сима), в романскую эпоху не употреблялись и вернулись в середине XIII в. как нововведение готики. Малый вынос карниза, отличающий средневековую архитектуру от ордерной, требовал развитых выступов водоотводящих устьев для защиты кладки от разрушения вследствие контакта с водой. Этим объясняется, кроме того, постановка гаргуйлей в точках конструкции, отодвинутых от стен — например, на краю контрфорсов и в углах башен.
Ранняя, довольно массивная модель, обнаруживаемая в соборе Нотр-Дам города Лан, составлена из двух половин — собственно жёлоба и крышки, — образующих вместе зооморфную фигуру. Вскоре, однако, строительная мысль потребовала отказаться от больших гаргуйлей, собирающих воду со значительной площади кровель, в пользу более лёгких, равномерно расставленных по длине жёлоба, — в этом случае дождевой сток разделялся на множество тонких струй, менее опасных для сохранности конструкции, а сама скульптура получила тенденцию к большей изысканности. Вскоре возник тип гаргуйли из кровельного железа, олова или свинца — особенно востребованный там, где камень был дорог или неэффективен по своим свойствам, в частности, в регионах распространения кирпичной готики.
Несмотря на то, что в отдельных случаях система сбора осадков в составе готической конструкции весьма совершенна и может включать несколько последовательно задействованных элементов (например, канавки и промежуточные гаргуйли, каскадно сбрасывающие воду на поперечные желоба по верху аркбутанов), она, в отсутствие решения вертикального спуска воды к отмостке, остаётся полуорганизованным водоотводом. Штукатурные фасады, особенно чувствительные к намоканию, не могут быть в достаточной степени защищены этой системой. Принято считать, что в 1240 г., когда донжон лондонского Тауэра был побелён, на нём были впервые установлены свинцовые водосточные трубы. В эпоху Возрождения, когда торжество античной эстетики привело в архитектуре к почти повсеместному упадку или значительной трансформации национальных строительных традиций и школ, прежняя продуманная система отвода дождевых вод деградировала: теперь свес кровли, поддержанный антаблементом с сильно выступающим карнизом, больше не угрожал стенам сыростью, вода стекала за счёт устройства слезника (сплошная канавка вдоль обращённой вниз поверхности карниза, препятствующая капиллярному току воды в направлении стены) или выступа кровельного материала (черепицы, шифера, железа). Вместе с водосточным жёлобом по обводу крыши исчезает и гаргуйль. Когда в конце XVII в. возвращается водосточный жёлоб, он чаще всего уже элемент кровли (технологически и эстетически), а не стены, и связан с организованным вертикальным водоотводом (водосточная труба).

## Скульптурное оформление
Вопреки распространённому мнению, гаргуйли выполнялись не только тератоморфного (разного рода драконы и химеры) и зооморфного (обезьяны, львы, волки, собаки, козы, свиньи, птицы, рыбы и пр.), но также антропоморфного (например, монахи, шуты, русалки) характера. Иногда гаргуйль — это целый сюжет, объединяющий двух или несколько персонажей (например, демон верхом на грешнике, змея, обвивающая ствол дерева). Всегда индивидуальные (утверждается, что во всей Франции не найдётся двух одинаковых), гаргуйли со временем накапливают диапазон тематических вариаций и нередко достигают высокого художественного уровня. Особенно широким набор сюжетов становится в позднеготическую эпоху.
Наиболее общей характеристикой скульптурной обработки гаргуйлей является не чаемая романтическим воображением «инфернальность» изображённых персонажей, а их соотнесённость с профанным (то есть несвященным) миром — наряду с визионерскими сюжетами здесь заметны вполне реальные, наблюдённые в повседневности, либо отражающие сюжеты народной комики. В эпоху, когда светская культура ещё не представляла собой самостоятельной системы взглядов и тем (см. ниже: Грех или «адиафора»?), последние группировались на периферии мировоззрения и поставляли сюжеты для обработки таких ненагруженных символическими смыслами элементов, как гаргуйли, исключённые из космогонического нарратива собора.
Гаргуйль может вовсе не иметь скульптурной обработки: всюду, где этот элемент не просматривается с важных видовых точек, он решён минимальными средствами: даже в соборе Парижской Богоматери множество гаргуйлей представляют собой простые вытесанные из камня лотки.

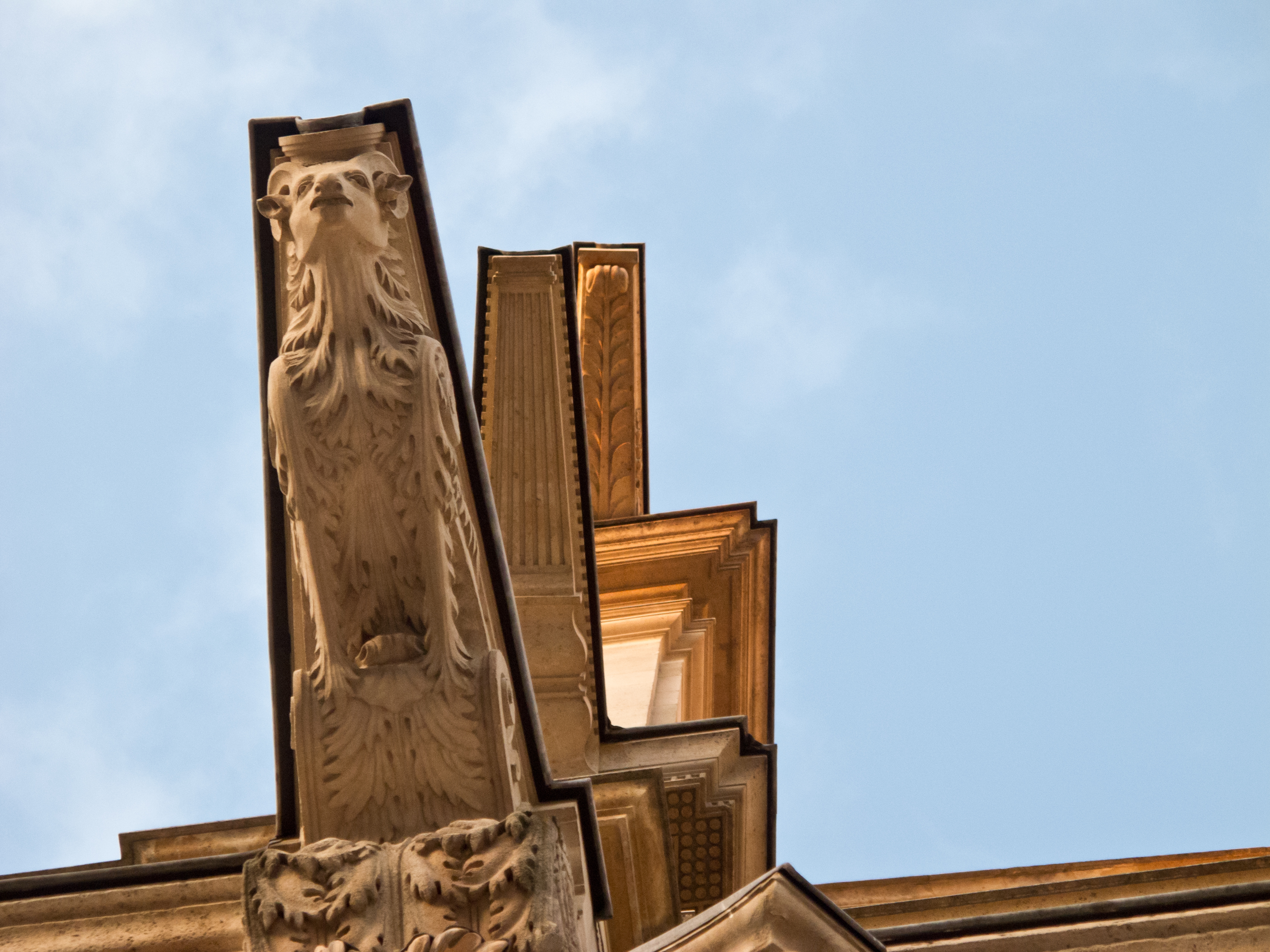
Гаргуйли парижской церкви Сент-Эсташ: готическая структура в ренессансных формах

Как элемент, обладающий конфликтной тектоникой, в особенности по отношению к стройным образам Ренессанса, гаргуйль оказывается неудобной, но по-прежнему необходимой деталью в таких памятниках переходной эпохи, как, например, парижская церковь Св. Евстафия, где при общем готическом строе детали трактованы в ренессансных формах. Здесь гаргуйли скромно решены в виде плоских консолей с волютами (впрочем, в ряде случаев оживлённых зооморфным персонажем, но вызывающим на этот раз скорее буколические ассоциации) или как некие подобия опрокинутых обелисков — очевидно, в рамках новой художественной программы этой утилитарной детали оставалось всё меньше места. Не рассматриваемый более в качестве архитектурного элемента, требующего специальной пластической обработки, водосток перестал быть художественной проблемой, относясь теперь к инженерной периферии проекта. В самих готических памятниках, где гаргуйли оставались одними из наиболее уязвимых деталей, в Новое время замена изношенных фрагментов производилась с использованием простейших решений — труб и лотков.
С окончанием наполеоновской эпопеи на фоне разочарования в универсалистских надеждах Просвещения и пресыщения интернациональными классическими образами в Европе пробудился интерес к локальным художественным традициям. Романтизм и подъём местных национализмов впервые заставили образованные слои обратить внимание на памятники Средних веков и спровоцировали, в частности, изучение и попытки воспроизведения приёмов готической архитектуры. Однако новая эпоха подошла к готике со своими мерками — историзму XIX века было совершенно чуждо средневековое смешение сюжетов сакрального и профанного. Художник Нового времени, чьё единоличное авторство не допускает смысловых отступлений в цельной программе проекта, проводит в нём стройный «монолог» конкретной идеи, воспринимая готику как декоративную «тему», исторический стиль с определённой системой правил композиции. Соответственно, скульптура решает здесь те же задачи, что и любой другой элемент художественного целого. В таких постройках скульптурное решение гаргуйлей может утрачивать исторически присущий ему профанический или травестирующий характер, продолжая изобразительный ряд «серьёзных» статуй и рельефов.
Напротив, в произведениях таких художественных направлений, как модерн или постмодернизм, исторический опыт воспринимается как своеобразный вольный камертон или тема для игры, в которой авторская фантазия считает себя вполне свободной. Так, например, барселонская Саграда Фамилия демонстрирует программный отход от традиционной фасадной и интерьерной пластики, но, поскольку в своей конструкции и композиции эта церковь наследует именно готическому опыту, её детали также обыгрывают приёмы готической архитектуры, хотя их пластическая обработка уже довольно далека от исторических прототипов. Помещённые на контрфорсах хора, гаргуйли здесь решены на стыке традиции и новаторства: «классический» зооморфизм этой детали представлен такими неожиданными образами, как улитка, змея, ящерица.

## Значение образов. Отношение современников
Не участвуя в работе несущей конструкции собора (как и любого другого здания) и будучи функционально вспомогательной деталью, гаргуйль оставалась также нарративной маргиналией в его изобразительном ансамбле, свободной от ветхозаветной и евангельской дидактики центральных скульптурных композиций. Но на сегодняшний взгляд наличие в ансамбле храма образов, не связанных напрямую с вероучительной тематикой, представляет проблему. Не помещаясь в транслируемые церковным искусством идеологемы, эти сюжеты и персонажи требуют для своей расшифровки либо неортодоксальных трактовок самих средневековых мировоззрения и эстетики (например, допускающих в них наличие сильного магического элемента), либо ослабления как таковой смысловой нагрузки на эти детали (или, по крайней мере, их связи с фигуративным катехизисом храмовой архитектуры). В любом случае, значение мотивов, запечатлённых в скульптуре гаргуйлей, может быть реконструировано лишь в контексте их восприятия поколениями, бывшими свидетелями появления самих этих памятников.

### Mirabilia mundi?

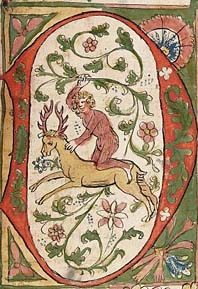
Инициал «D» с изображением дикаря верхом на олене из немецкой Библии, середина XV в. — обычный пример включения постороннего «светского» сюжета в оформление священного текста

Примирить скульптуру гаргуйлей с христианским каноном оказывается наиболее естественным в рамках универсалистской концепции собора как «энциклопедии в камне»: вселенские чудеса (ср.-лат. mirabilia mundi) отражали в этом случае безграничность творения. Как центральное общественное место большой городской собор своим скульптурным оформлением долгое время оставался для прихожан «Библией для неграмотных», но также библиотекой знаний вообще. Нравоучение здесь могло органично соседствовать с развлечением, образы Апокалипсиса — с исторической хроникой, евангельский рассказ — с бестиарием. Это воззрение, удобное тем, что позволяет предполагать за людьми средневековья близкое нам понимание художественного ансамбля здания как связного целого, было сформулировано уже в XIX веке.

Почему же на фасадах зданий, в том числе на наших больших соборах, мы так часто встречаем этих тварей — реальных и вымышленных? Здесь стоит вспомнить то, что мы уже сказали ранее о склонности светского жанра, воздвигшего эти сооружения, видеть в них подобие конспекта мироздания, подлинный космос, энциклопедию, заключающую в себе всё творение — и не по одной лишь идее, но и во вполне последовательном воплощении.Оригинальный текст (фр.)Pourquoi ces animaux réels ou fabuleux venaient-ils ainsi se poser sur les parements extérieurs des édifices, et particulièrement de nos grandes cathédrales? Il ne faut pas perdre de vue ce que nous avons dit précédemment à propos des tendances de l’école laïque qui élevait ces monuments. Ceux-ci étaient comme le résumé de l’univers, un véritable Cosmos, une encyclopédie, comprenant toute la création, non-seulement dans sa forme sensible, mais dans son principe intellectuel.
— Эжен-Эмманюэль Виолле-ле-Дюк, «Толковый словарь французской архитектуры XI–XVI вв.»
Подобно чудищам по краям географических карт, отмечающим неведомые моря и земли, фантастические образы в экстерьере соборов участвуют в формировании картины мироздания, на периферии которого — чудеса. Впрочем, даже такое «космологическое» объяснение оказывается слишком узким, если иметь в виду весь спектр мотивов, применявшихся в обработке гаргуйлей: собаки, монахи и акробаты явно не предполагают ассоциаций с образами вселенской кунсткамеры.

### Мистические охранники?
В то же время современный взгляд на архитектуру любых эпох, требующий наличия стройной смысловой программы во всех её частях, провоцирует попытки более тесно вписать эти образы в единый иконографический контекст собора, однозначно определить их роль, оправдать с точки зрения предполагаемого соответствия идеологическому целому архитектурного сооружения. И хотя отдельные ансамбли действительно могут предполагать наличие такой программы (например, гаргуйли базилики Сен-Дени, изображающие грехи), обобщить на их основе всё явление невозможно вследствие наблюдаемой широты диапазона используемых мотивов (см. выше: Скульптурное оформление). Наивным преломлением такой интерпретации является точка зрения, согласно которой в скульптурах гаргуйлей воплощены образы мистических охранников здания — приручённых адских тварей, «своих» демонов, препятствующих проникновению настоящих сил преисподней (см. ниже: Горгульи).
Кроме того, допущение об апотропической функции гаргуйлей фактически соответствовало бы антиисторичному предположению о широком распространении в Средние века в Европе форм идолопоклонства и магии. Даже в более позднюю эпоху, когда занятия магией приобрели относительно высокий статус по сравнению с той маргинальной ролью, которую они играли в период расцвета готики, в пластические искусства её темы проникают редко (в архитектуру — особенно) и представлены совсем иным кругом образов, связанных с концепциями герметизма, каббалы и астрологии. Что же касается потребности в метафизической защите, то ей — как в этот, так и в последующие периоды — в значительной степени отвечал другой, гораздо более распространённый институт — культ святых.

### Страх или смех?

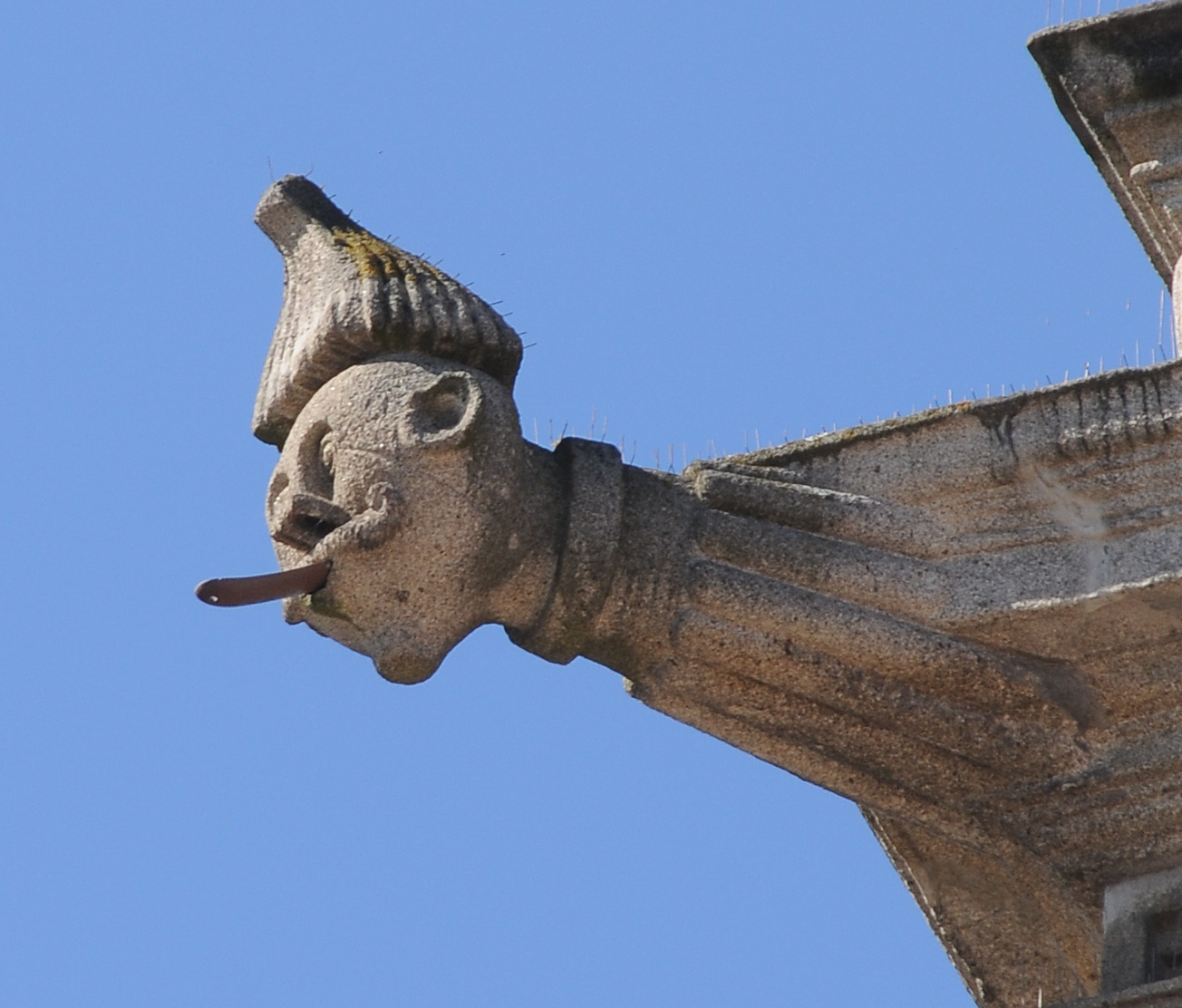
Комический персонаж, Брага, Португалия

Неудобная для объяснений сюжетная независимость гаргуйли для сознания человека Средних веков не казалась ни ущербной, ни чересчур смелой, подобно тому как современный вкус не требует стилистической связи коммерческой вывески с архитектурой стены, на которой она размещена. К этой независимости подталкивала как композиция (развитая по горизонтали масса с боковым креплением, что мало соответствовало бы благочестивым сюжетам, ведь это скорее опрокинутая статуя), так и характер функционирования: льющаяся вода превращала скульптуру в своего рода зрительный аттракцион. Последний аспект также ставит под сомнение обоснованность спиритуалистических прочтений этих фигур: как показал Михаил Бахтин, образы физиологического извержения (рвота, дефекация), а также глотания и любых других форм телесной коммуникации, нарушающей целостность, суверенность, закрытость субъекта, принадлежат несерьёзному, карнавальному миру, поэтому в основе их восприятия в Средние века лежал смеховой принцип. Согласно Бахтину, «средневековый и ренессансный гротеск, связанный с народной смеховой культурой, знает страшное только в форме смешных страшилищ». Сама этимология слова (см. выше, Этимология, орфография и употребление термина) указывает на снижающий характер восприятия этих архитектурных элементов, заставляя предполагать за их создателями установку именно на комическое (по крайней мере в романских странах, где термины gargouille, gargola и т. п., сохраняющие коннотации с понятием глотки, имеют отчётливый гротескный привкус). Впрочем, позднейшие историки культуры указывают, что смех и страх в равной степени характеризуют мироощущение средневекового общества. В любом случае вопрос о восприятии этих скульптур людьми Средних веков может быть разрешён только в более широком ракурсе реконструкции их отношения к фантастическому и гротескному.

### Грех или «адиафора»?
Существенным отличием средневекового сознания от современного является неразграниченность священного и светского ввиду того, что самих этих категорий не существовало и явления, связываемые с ними, не были разведены как противоположные друг другу. Вторжение мирского не рассматривалось в Средние века как посягательство на сферу священного, о чём свидетельствуют бесчисленные примеры из области пластических искусств.

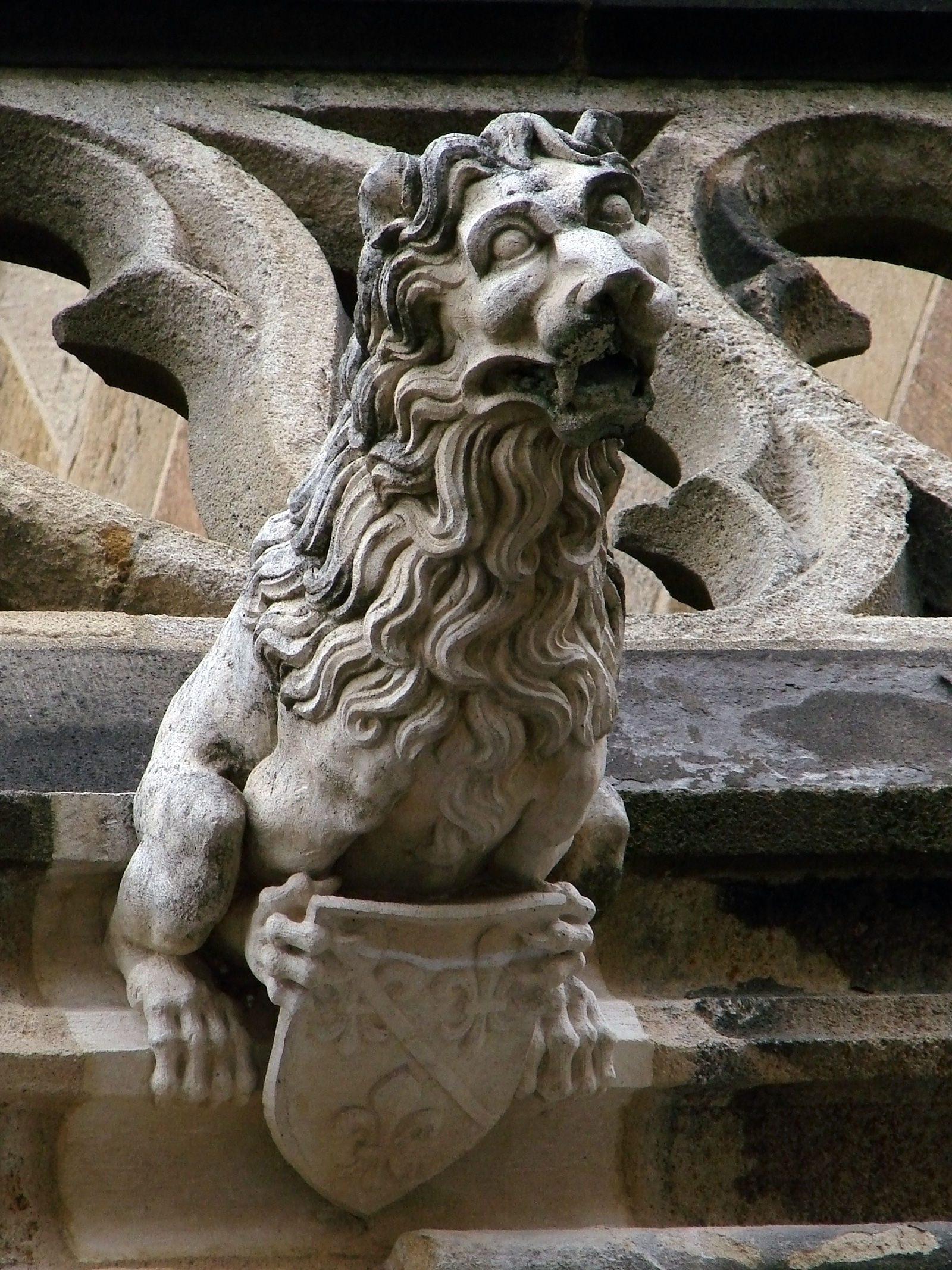
Одна из многочисленных гаргуйлей-щитодержателей с гербом кардинала Бурбона в экстерьере собора в Мулене: рыцарская культура как ещё один источник образов для композиционной периферии храма

Явление это иллюстрирует ту особенность средневековой культуры, отличающей её от позднейших эпох, что в ней не существовало эстетического канона, отвергающего смысловой синкретизм в художественном целом. Очевидно, что сюжеты скульптурной обработки гаргуйлей в большинстве случаев никак не связаны с общим постройки, и в соборе, ратуше или замке они могли быть какими угодно. Здание, как орга́н, задействует все изобразительные и смысловые регистры, обращается ко всем актуальным темам. Прекрасное терпит рядом с собой безобразное так же, как священное — профанное. Неприятие этих тем транслировалось скорее с позиций утверждения о вреде вызываемого ими праздного любопытства (ср.-лат. curiositas) у монахов, посвящающих себя чтению священных текстов, чем из предположений об оскорбительности самого их соседства с алтарями. Об этом свидетельствует, в частности, знаменитый пассаж св. Бернара Клервоского (XII в.) о скульптуре в романскую эпоху, демонстрирующий пример крайнего ригоризма в этом вопросе:

…Но для чего же в монастырях, перед взорами читающих братьев, эта смехотворная диковинность, эти странно безобразные образы, эти образы безобразного? К чему тут грязные обезьяны? К чему дикие львы? К чему чудовищные кентавры? К чему полулюди? К чему пятнистые тигры? К чему воины в поединке разящие? К чему охотники трубящие? Здесь под одной головой видишь много тел, там, наоборот, на одном теле — много голов. Здесь, глядишь, у четвероногого хвост змеи, там у рыбы — голова четвероногого. Здесь зверь спереди конь, а сзади половина козы, там рогатое животное являет с тыла вид коня. Столь велика, в конце концов, столь удивительна повсюду пестрота самых различных образов, что люди предпочтут читать по мрамору, чем по книге, и целый день разглядывать их, поражаясь, а не размышлять о законе Божьем, поучаясь. О Господи! — если они не стыдятся своей глупости, то ужель о расходах не сокрушатся?.Оригинальный текст (лат.)Caeterum in claustris coram legentibus fratribus quid facit illa ridicula monstruositas, mira quaedam deformis formositas, ac formosa deformitas? Quid ibi immundae simiae? quid feri leones? quid monstruosi centauri? quid semihomines? quid maculosae tigrides? quid milites pugnantes? quid venatores tubicinantes? Videas sub uno capite multa corpora, et rursus in uno corpore capita multa. Cernitur hinc in quadrupede cauda serpentis, illinc in pisce caput quadrupedis. Ibi bestia praefert equum, capram trahens retro dimidiam; hic cornutum animal equum gestat posterius. Tam multa denique, tamque mira diversarum formarum ubique varietas apparet, ut magis legere libeat in marmoribus quam in codicibus, totumque diem occupare singula ista mirando, quam in lege Dei meditando. Proh Deo! si non pudet ineptiarum, cur vel non piget expensarum?
— Бернар Клервоский, «Апология к аббату Гильому из Сен-Тьерри»
Впрочем, то, что видел св. Бернар, ещё не готика — ни хронологически, ни даже территориально. Следует иметь в виду, что в то время как цистерцианцы, к которым принадлежал этот святой, придерживались аскетических воззрений, зародившаяся в бассейне Сены готическая традиция изначально была ориентирована на богатство пластических форм (см. Сугерий), видя в них не искушение, а отражение бесконечного многообразия творения. В Бургундии св. Бернара, где существовала собственная архитектурная школа Клюни, готика поначалу встретила сопротивление и получила распространение с задержкой.

### Свобода средневекового искусства
Вообще же, для собственно средневековой культуры гаргуйль настолько ничтожная деталь, что письменные источники её совершенно игнорируют: вывести отношение к гаргуйлям из средневековых текстов непосредственно не удаётся. Это поистине аналог водосточной трубы. Сам этот факт отчасти и служит объяснением той смелости, с какой средневековый мастер решал характер обработки детали. Впрочем, свобода эта заметна в скульптуре Высокого и Позднего средневековья повсюду, давая повод потомкам подозревать её едва ли не в последовательном антиклерикализме. В самом деле, порой готическая фантазия не была стеснена не только узкой тематической программой, но даже внешней лояльностью по отношению к ней. Это её разительное свойство впоследствии не раз отмечалось:

Самый храм, это некогда столь верное догме сооружение, захваченное отныне средним сословием, городской общиной, свободой, ускользает из рук священника и поступает в распоряжение художника. Художник строит его по собственному вкусу. Прощайте, тайна, предание, закон! Да здравствует фантазия и каприз! Лишь бы священнослужитель имел свой храм и свой алтарь, — ничего другого он и не требует. А стенами распоряжается художник. Отныне книга зодчества не принадлежит больше духовенству, религии и Риму; она во власти фантазии, поэзии и народа. <…> Религиозный остов еле различим сквозь завесу народного творчества. Трудно вообразить, какие вольности разрешали себе зодчие даже тогда, когда дело касалось церквей. Вот витые капители в виде непристойно обнявшихся монахов и монахинь, как, например, в Каминной зале Дворца правосудия в Париже; вот история посрамления Ноя, высеченная резцом со всеми подробностями на главном портале собора в Бурже; вот пьяный монах с ослиными ушами, держащий чашу с вином и хохочущий прямо в лицо всей братии, как на умывальнике в Бошервильском аббатстве. В ту эпоху мысль, высеченная на камне, пользовалась привилегией, сходной с нашей современной свободой печати. Это было время свободы зодчества.

Свобода эта заходила очень далеко. Порой символическое значение какого-нибудь фасада, портала и даже целого собора было не только чуждо, но даже враждебно религии и церкви..Оригинальный текст (фр.)La cathédrale elle-même, cet édifice autrefois si dogmatique, envahie désormais par la bourgeoisie, par la commune, par la liberté, échappe au prêtre et tombe au pouvoir de l’artiste. L’artiste la bâtit à sa guise. Adieu le mystère, le mythe, la loi. Voici la fantaisie et le caprice. Pourvu que le prêtre ait sa basilique et son autel, il n’a rien à dire. Les quatre murs sont à l’artiste. Le livre architectural n’appartient plus au sacerdoce, à la religion, à Rome ; il est à l’imagination, à la poésie, au peuple. <...> La draperie populaire laisse à peine deviner l’ossement religieux. On ne saurait se faire une idée des licences que prennent alors les architectes, même envers l’église. Ce sont des chapiteaux tricotés de moines et de nonnes honteusement accouplés, comme à la salle des Cheminées du Palais de Justice à Paris. C’est l’aventure de Noé sculptée en toutes lettres comme sous le grand portail de Bourges. C’est un moine bachique à oreilles d’âne et le verre en main riant au nez de toute une communauté, comme sur le lavabo de l’abbaye de Bocherville. Il existe à cette époque, pour la pensée écrite en pierre, un privilège tout à fait comparable à notre liberté actuelle de la presse. C’est la liberté de l’architecture.
Cette liberté va très loin. Quelquefois un portail, une façade, une église tout entière présente un sens symbolique absolument étranger au culte, ou même hostile à l’église.
— Виктор Гюго, «Собор Парижской Богоматери»
Свобода, с которой средневековый мастер подходил к сочинению этих образов, оказалась очень удобна для последующего проецирования на них смыслов других времён. И настоящая популярность была уготована гаргуйлям не в период их появления, а гораздо позже — уже в Новейшее время.

## Позднейшее восприятие

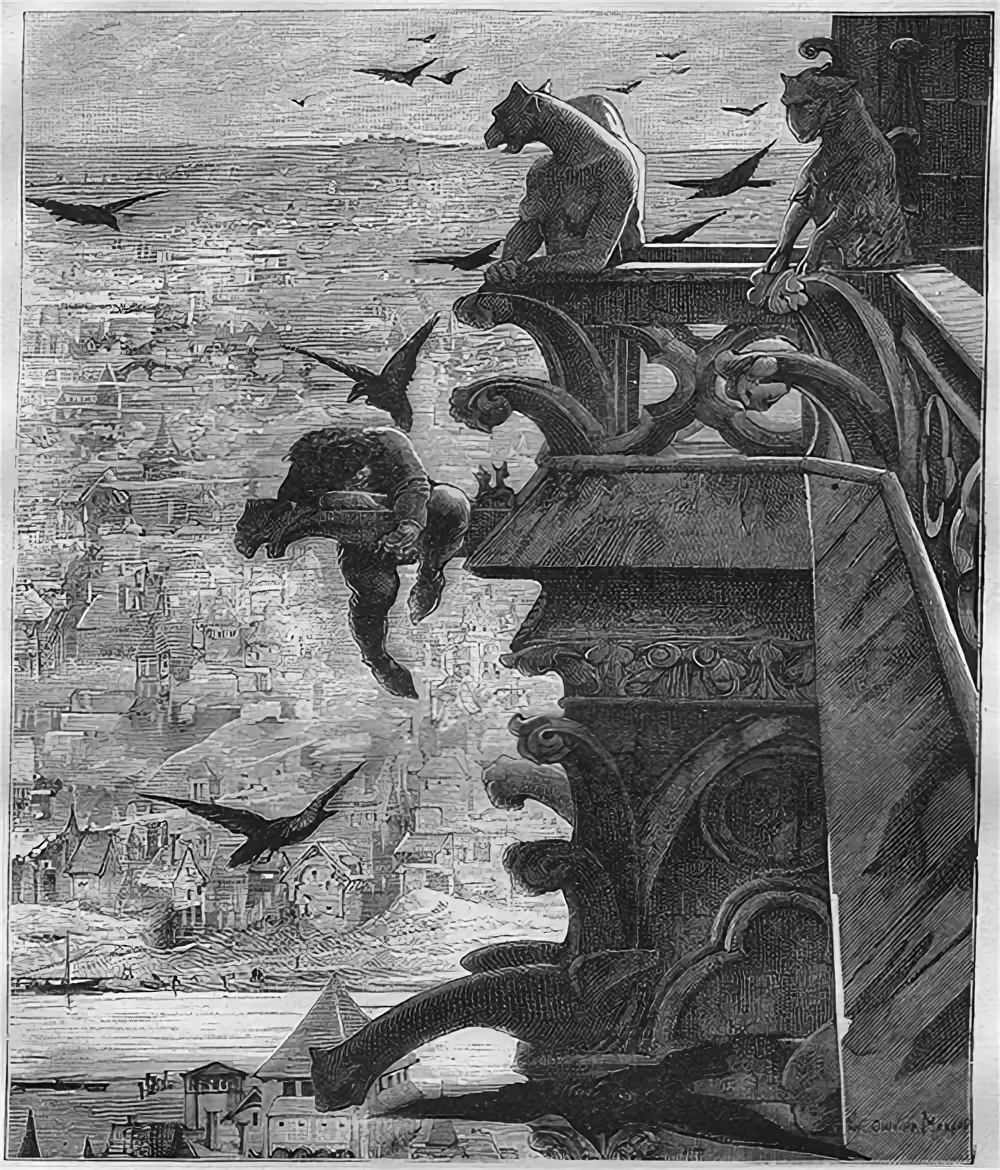
Иллюстрация конца XIX в. художника Люка-Оливье Мерсона к роману Виктора Гюго «Собор Парижской Богоматери»: сами готические черти пока недвижны, но острый динамизм скульптур перекликается с фигурой главного героя и силуэтами птиц. Фантазия следующего столетия заставит ожить эти камни

До конца XVIII века средневековье давало мало пищи для позитивной рефлексии, его старались не замечать либо открыто пренебрегали — высокий статус, приданный Возрождением образам греко-римской античности, не оставлял в художественных системах места для «варварских» форм средневекового искусства. Мистическое, романтическое, национальное — средневековье было заново открыто лишь в первой четверти XIX века на волне кризиса оптимизма Просвещения.

### Готическое как иррациональное
Романтизм, впервые заинтересовавшийся Средними веками в их аутентичности, пусть пока ещё очень относительной, обнаружил не только сокровища, которыми раньше пренебрегали, но и потери, которые следовало восполнить. Именно XIX век довёл до завершения брошенные готические колоссы Кёльнского и Миланского соборов, а одним из центральных событий происходившего в Европе «открытия» готики стала занявшая десятилетия реставрация повреждённого Революцией Собора Парижской Богоматери. Однако уже в отношении этого памятника эпоха продемонстрировала интерпретационную широту от романтизации у Виктора Гюго до рационализации у Э.-Э. Виолле-ле-Дюка — реставратора собора, который был вдохновлён именно системной стройностью и конструктивной обоснованностью готической структуры.
Романтический взгляд оказался более востребованным культурой: в самом готическом соборе, очерченном на фоне неба резкими силуэтами пинаклей, краббов и гаргуйлей, видели теперь не отражение христианской космогонии (как в Средние века) или нагромождение безвкусных диспропорциональных масс (как в эпохи барокко и классицизма), а удивительный исполинский организм, состоящий из подчас химерических сочленений.
По прошествии веков равнодушного забвения и осуждения реабилитированная готика так и осталась причудливой, непостижимой и, по сути, антигуманистической, её внутренняя логика и стройность, несмотря на достижения исследователей, так и не были вполне распознаны и легализованы культурой. В современном понимании готика противостоит таким системам образов, как Ренессанс и классицизм, в качестве иррационального начала. С XIX в. именно образы готики позволяют заинтересованному отношению к прошлому и его памятникам реализовываться в мистическом ключе (ср. готическое направление в искусстве Нового времени, готический роман). Современное восприятие явлений средневековой культуры, к которым относятся, в частности, образы, использовавшиеся в оформлении гаргуйлей, восходит к той концепции гротескного, которая, по определению М. Бахтина, формирует «страшный и чуждый человеку мир». Ярким симптомом представления, что готика по-прежнему «мрачный стиль», предстаёт явление (или, как минимум, название) городской субкультуры готов.

### Разъяснение о гаргульях и химерах

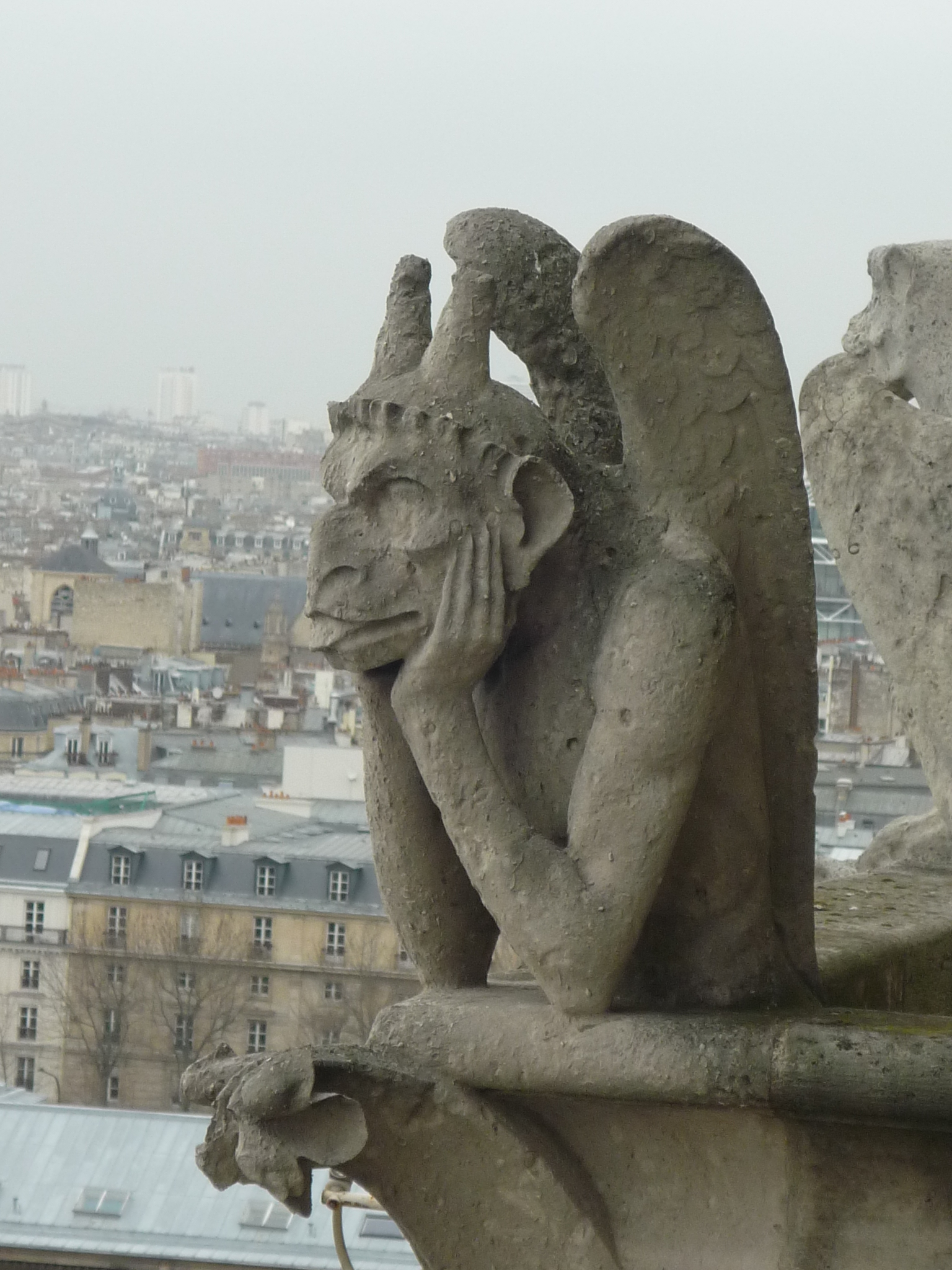
Самая знаменитая из химер парижского Собора Богоматери (т. н. Le Stryge («Неясыть»)
или иначе, по сходству с роденовской статуей, Le Penseur («Мыслитель») — вовсе и не гаргуйль, как и прочие статуи, венчающие балюстраду наружных галерей. Более того, в отличие от расположенных ниже гаргуйлей, в средние века «Галереи химер» здесь, возможно, и не существовало

Вхождение понятия «гаргулья» в контекст культуры Нового и Новейшего времени может быть прослежено из единственного источника, впервые совместившего актуализацию образов демонического с введением в широкий языковой обиход этого изначально архитектурного термина. Этим источником послужила упомянутая реставрация в 1840—1870-х годах парижского собора Богоматери.
Роль, которую в популяризации готической пластики в XIX веке сыграла эта реставрация, также объясняет наблюдаемое сегодня смешение понятий «гаргулья» и «химера» в характеристике экстерьера этого памятника. Подойдя к задаче воссоздания скульптурного убранства собора с творческим размахом, Э.-Э. Виолле-ле-Дюк на основании довольно скудных исторических свидетельств посчитал уместным украсить балюстраду обходных галерей башен сидящими фигурами зверей и чудовищ, которые он назвал химерами (фр. chimères — понятие, намекающее на фантастичность этих образов). Выразительные силуэты химер (все разные, выполненные по авторским эскизам самого Виолле-ле-Дюка) сделали их даже более узнаваемыми символами собора, чем соседствующие с ними гаргуйли, а сюжетный параллелизм тех и других способствовал размыванию исходного значения термина гаргуйль. Поскольку ненагруженная практической функцией «химера» соотносится своим названием не с ролью в общей структуре сооружения (роль эта чисто декоративная, подобно античным акротериям), а с сюжетом пластической обработки, понятие «гаргулья», оказавшееся в устойчивом смысловом ряду с ней, также получило тенденцию восприниматься по той же модели: как словосочетание химеры Нотр-Дам представляет собой эллиптированную конструкцию с исходным значением скульптуры химер собора Нотр-Дам (ср. частое Диоскуры в значении статуи Диоскуров), гаргуйли стали трактоваться массовой культурой как своего рода изваяния гаргулий. Это «выравнивание смыслов», мгновенно преодолевшее языковые границы, позволило понятию «гаргулья», в свою очередь, распространиться как на сами химеры собора Нотр-Дам, так и, впоследствии, на всякую вообще готическую скульптуру тератологического характера. И если применительно к готическим элементам выражения типа изображение гаргульи, скульптуры в виде гаргулий остаются логически ошибочными и за ними не признаётся терминологической чистоты, то в более широком культурном контексте этот семантический сдвиг оказался смыслопорождающим, обогатив фантастические миры новым персонажем (см. ниже о горгульях).

### Гаргульи XIX века
Популярность «гаргулий» не может быть объяснена лишь интересом к формам готического искусства в собственном смысле. Появление в силуэте Парижа демонических тварей, посматривающих с высоты на человеческие дела — во Франции в это время происходили революции, менялись режимы, торжествовали то гражданская свобода, то реакция (нередко эти потрясения отражались на субсидировании реставрации), — задавало своего рода камертон для осмысления современниками реалий повседневности. Поскольку с точки зрения католического катехизиса профили химер над крышами мегаполиса необъяснимы, их трактовки культурой не были стеснены традицией и могли уходить довольно далеко от христианской проблематики. Тиражируемые средствами эстампа и фотографии, эти образы были хорошо узнаваемы публикой — в первую очередь, конечно, знаменитый «Мыслитель» — и были по-настоящему в моде. В образах чудовищ собора Богоматери кристаллизировались как современные фобии (например, социальных потрясений), так и широко обсуждаемые проблемы эволюционной науки (человек в сопоставлении или противопоставлении прочим тварям), актуальность их поддерживалась употреблением в политическом контексте как карикатурных персонификаций партий и лидеров, наконец, полуантропоморфные химеры оказались выразительной метафорой любого явления на границе человеческого и животного, будь то звериные инстинкты революционной толпы, неприглядные задворки блестящей столичной цивилизации промышленного века или скрываемые уголки индивидуальной психики — все эти темы как раз тогда стали предметом пристального интереса культуры.

### Горгульи

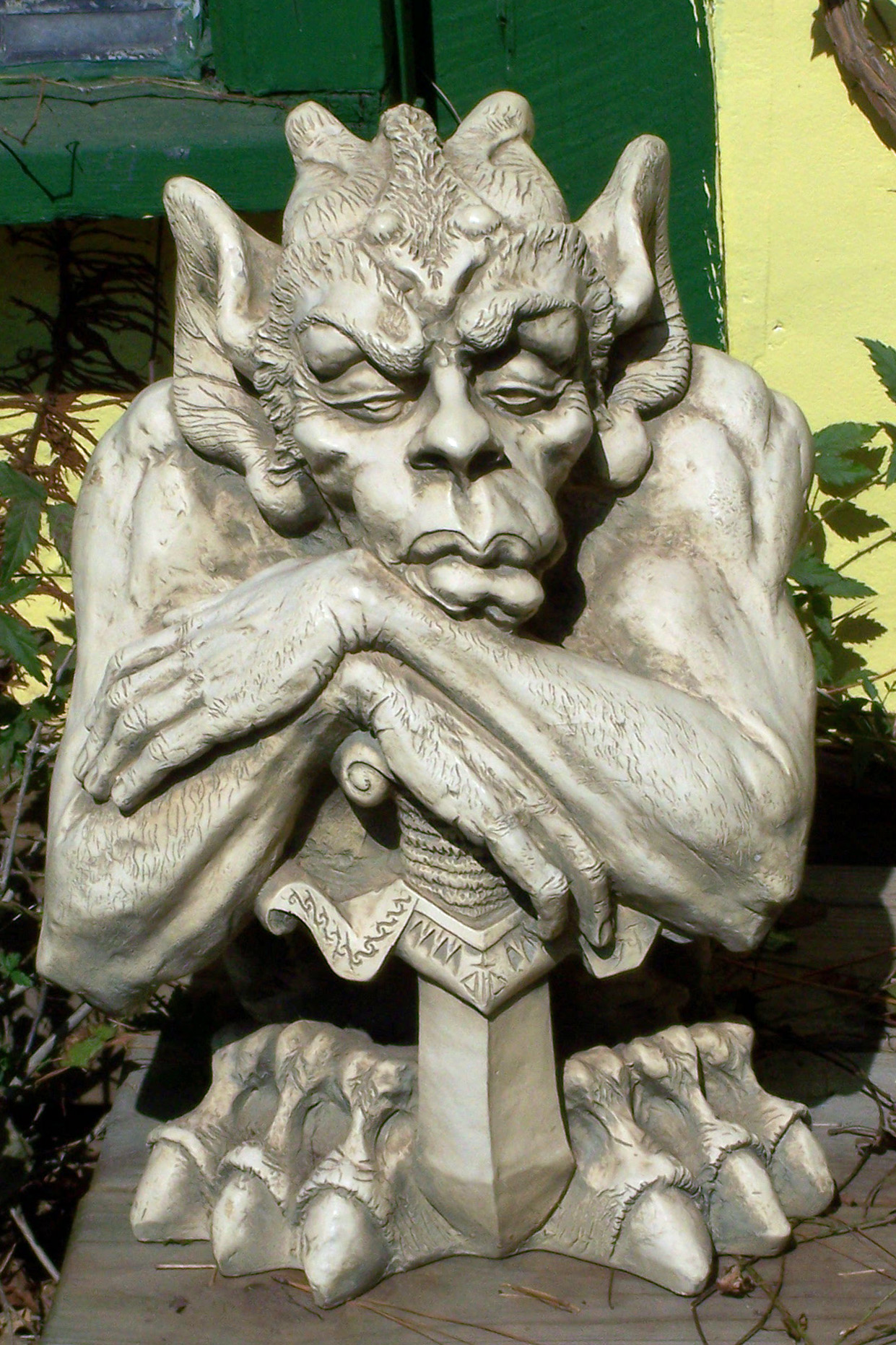
Современное представление о гаргулье. Изобретённые в XIX веке, «готические» чудовища были вскоре освоены массовой культурой. Современная садовая скульптура, изображающая «гаргулью»

Конечно, химеры не перестали ассоциироваться и со Средними веками, но древность получила через эти образы новое освещение: уже в начале XX века, на волне нового смятения — кризиса позитивизма, вызванного Мировой войной, — зафиксировано визионерское представление о готических соборах как сокровищницах дохристианского знания, чей изобразительный язык (включая изваяния чудовищ) — такая же тайна для непосвящённых, как и само это знание (см. Фульканелли). Начиная с этого времени оккультное, «эзотерическое» остаётся обратной стороной, тенью модернизма. Тот же эскапистский императив, что со временем сформировал целые системы антинаучных взглядов на историю, заставил искать в прошлом не рациональные или героические начала, а мифологическое время мудрецов, владевших тайнами природы. Популярное видение средневековья стало включать фигуру одержимого жаждой власти алхимика (ср. её характерное развитие в образе «сумасшедшего учёного» американской массовой культуры XX в.). В его окружении нередко заметны ожившие «гаргульи» (иначе «горгульи»).
Следующая эпоха отмечена ещё большим обособлением этого образа от исторических контекстов. В современном понимании гаргульи (или горгульи) — это такие, как правило, крылатые черти, подобия огромных летучих мышей, редко выступающие поодиночке, их связь с архитектурой скорее сообщает им дополнительные мистические черты (тема окаменения/оживления камня), нежели привязывает к конкретным прототипам. К концу века конкретизации и канонизации образа способствовал, в частности, мультсериал «Гаргульи» (Gargoyles).
В серии книг Асприна про корпорацию МИФ один из второстепенных персонажей — гаргул (гаргулья мужского пола) по имени Гэс. В книгах Пратчетта про Плоский мир гаргульи — одна из населяющих его разумных рас. Также гаргулья упоминается в серии книг Дж. К. Роулинг о Гарри Поттере. Там она охраняет вход в кабинет директора в Хогвартсе. Ей нужно сообщить пароль, чтоб она пропустила вас вверх по лестнице, ведущей в кабинет. В компьютерных играх, чье действие происходит в фэнтэзийных мирах, также иногда присутствуют гаргульи. Например, в играх серии Disciples гаргульи — это бывшие солдаты, беспрекословно подчинявшиеся своим жестоким командирам, в адском пламени их тела становились такими же твердыми, как и их сердца. В играх серии Heroes of Might and Magic гаргульи — это существа, выполняющие сразу две функции: эстетическую и практическую (защитную).
Гаргульи также присутствуют в играх Warcraft 3: Reign of Chaos и Warcraft 3: The Frozen Throne, где обладают способностью обращаться в камень, чтобы быстрее исцелиться от ран. В игре Doom 3: Resurrection of Evil главным боссом является гаргулья. Также в серии игр Heretic/HeXen представляют собой подобия очень маленьких драконов, имеющих способность стрелять огненными шарами. Они населяют замок «Хогвартс», а одна из них даже охраняет кабинет директора. В легионах проклятых игры Disciples 2 гаргулья занимает место стрелка, имеет базовую защиту от урона и не боится яда, при этом гаргулья атакует не водой, а землёй.

## Галерея

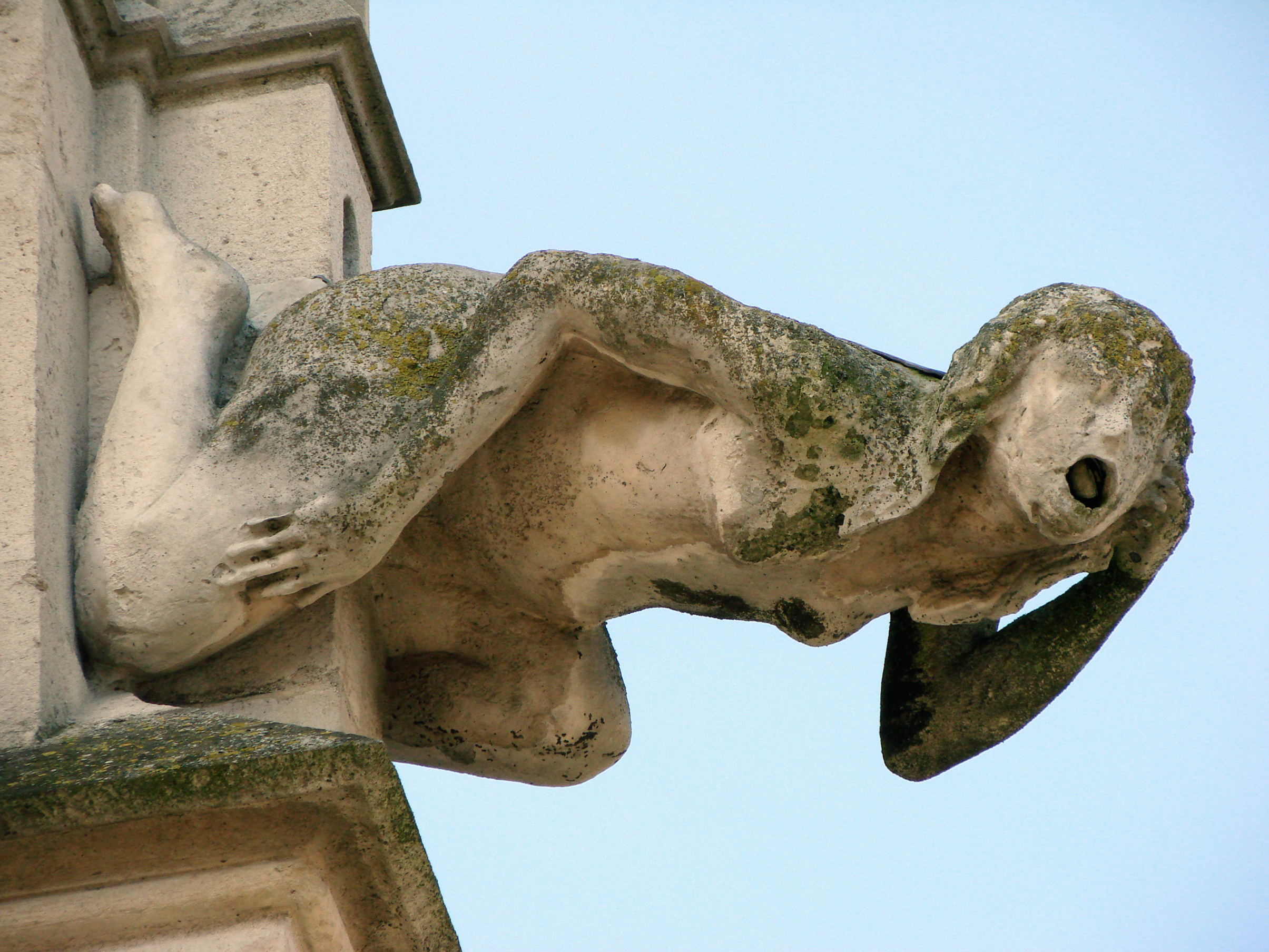
Гаргуйль собора Сент-Юрбен в Труа, Шампань
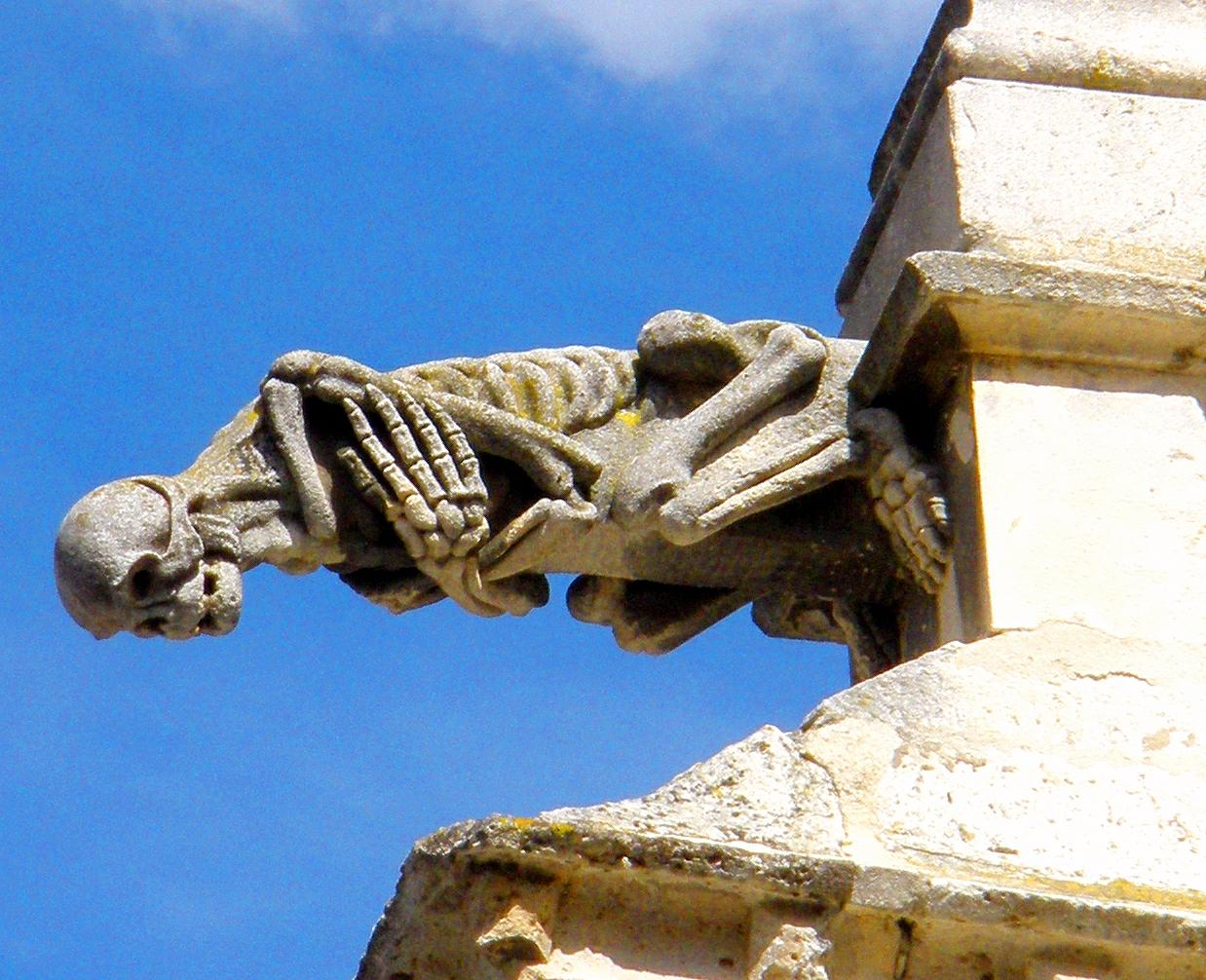
Гаргуйль собора в Паленсии, Кастилия
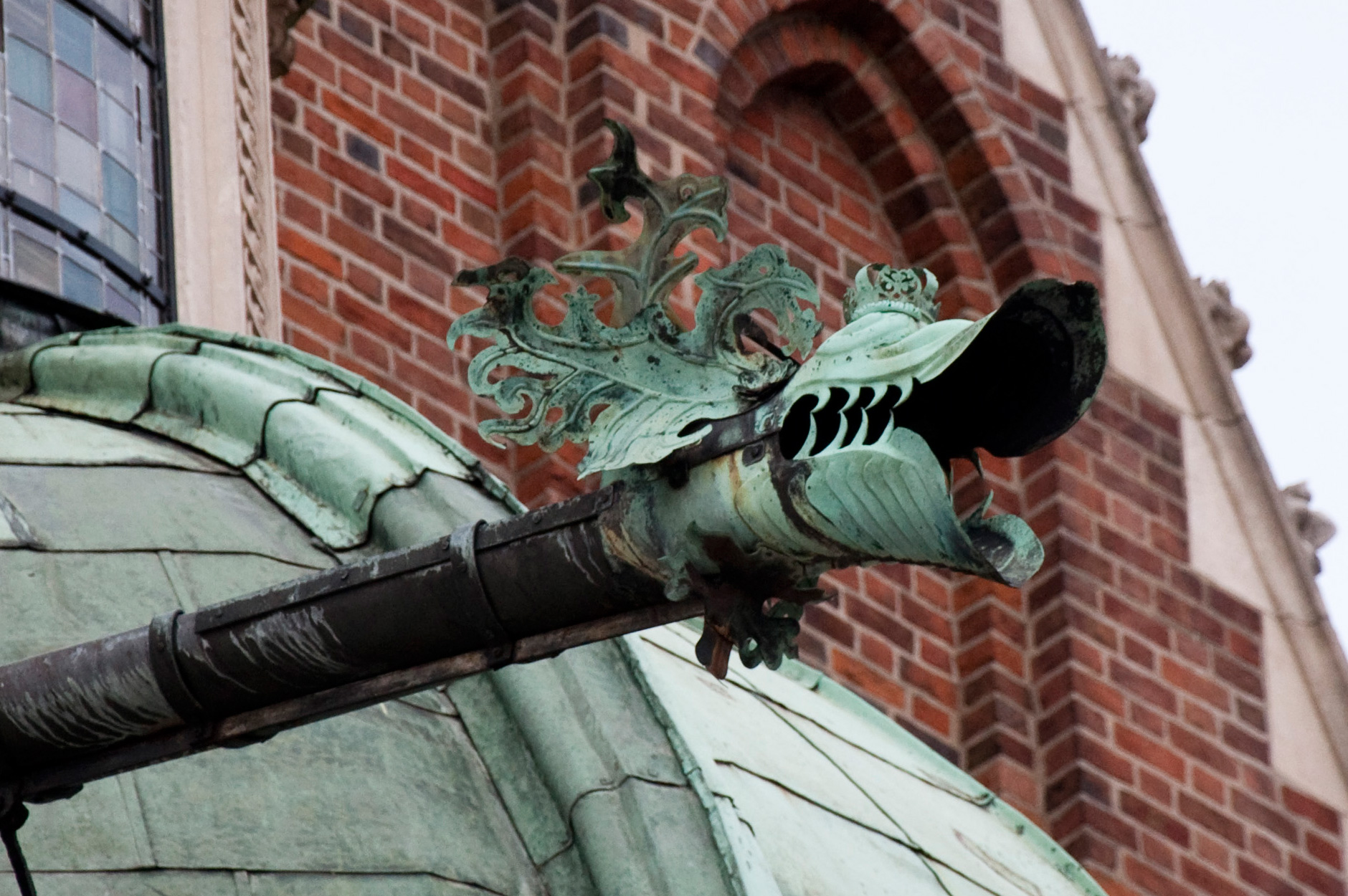
Железная гаргуйль Вавельского замка в Кракове
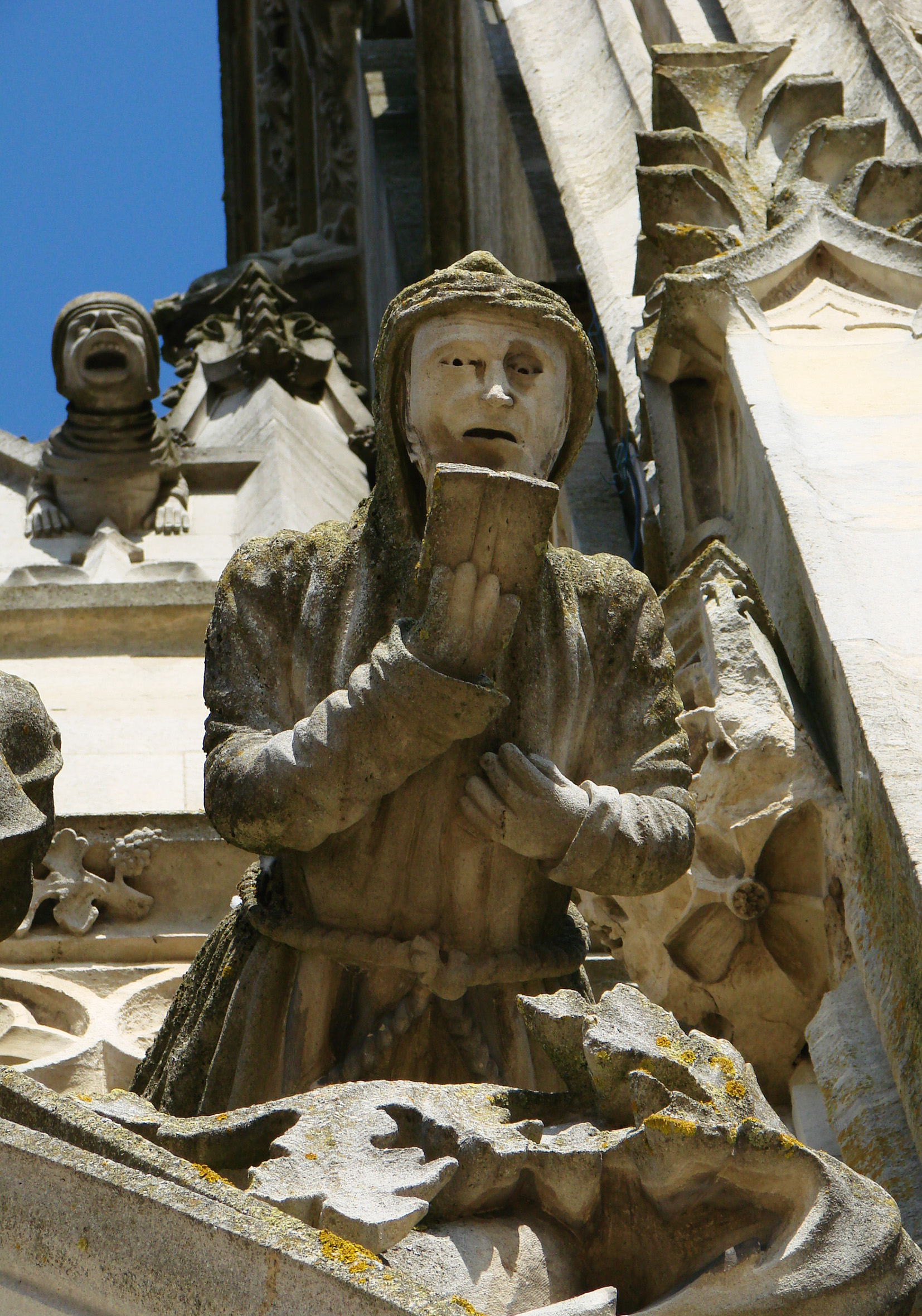
Гаргуйль собора Нотр-Дам в Л’Эпине. Благочестивый персонаж
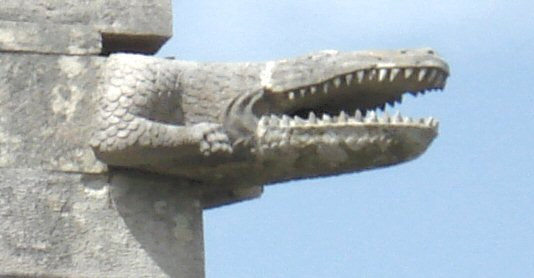
Гаргуйль в форме крокодила, Синтра, Португалия
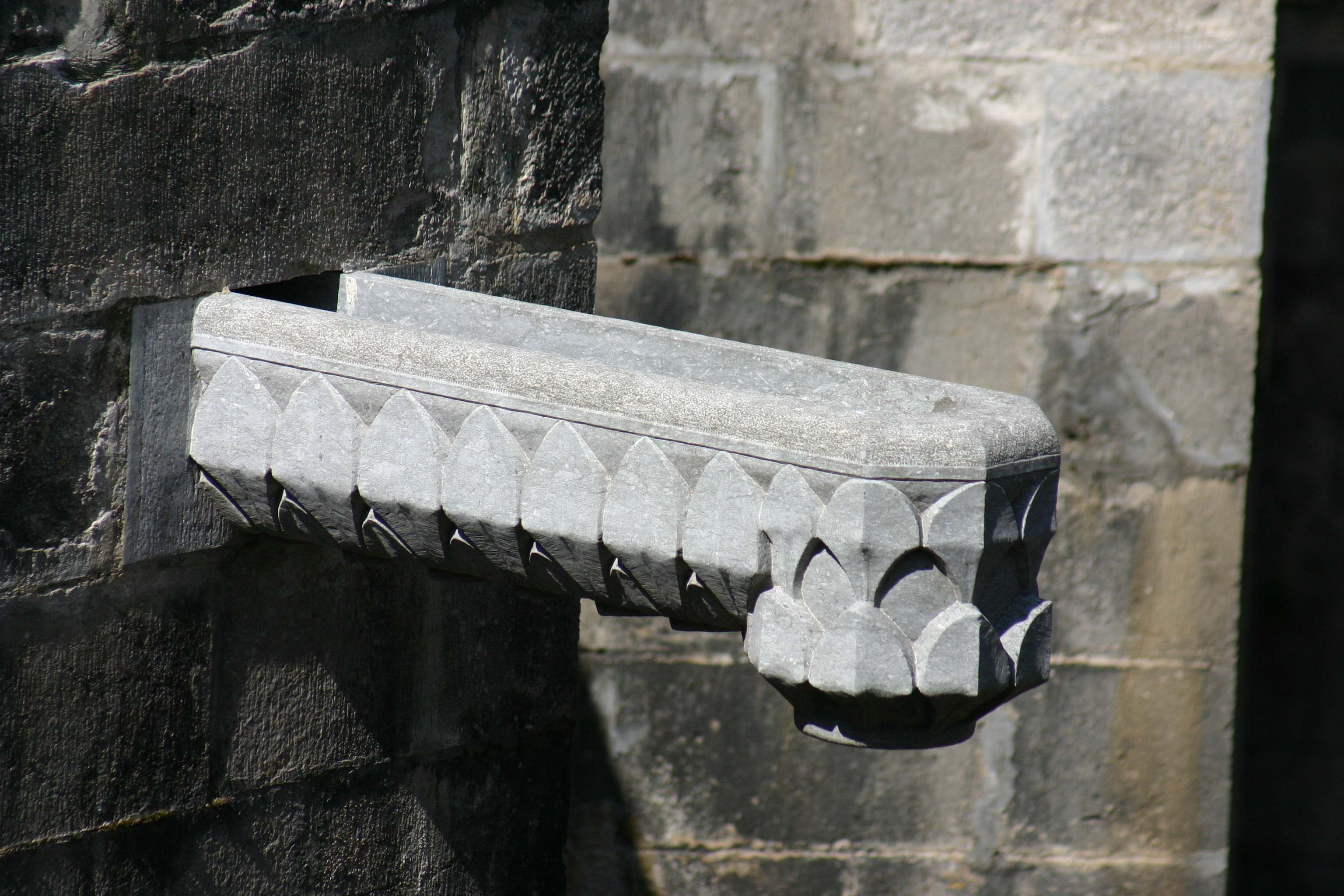
Испано-мавританская гаргуйль в Жироне, Каталония
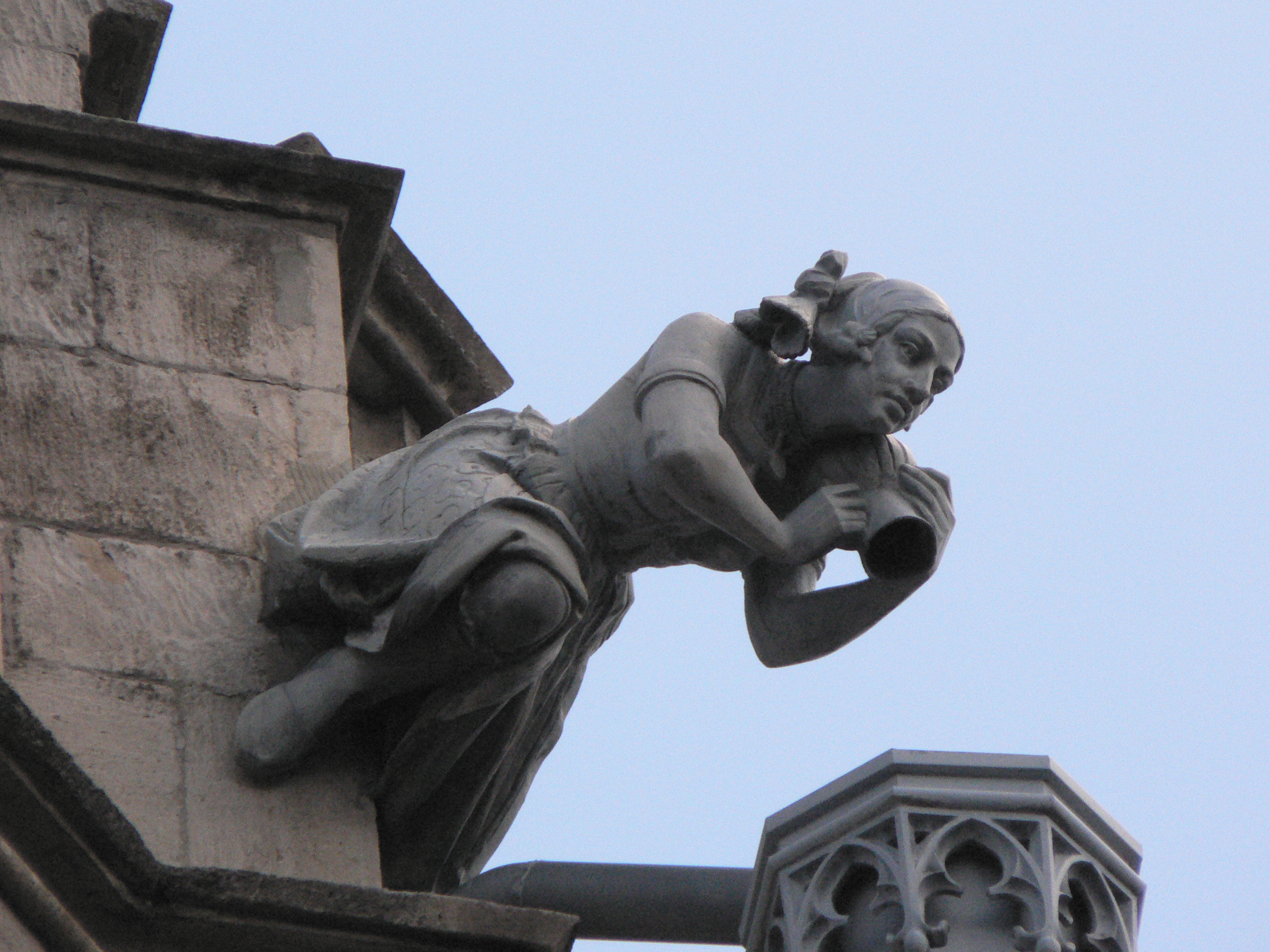
Гаргуйль ратуши в Эрфурте, Тюрингия
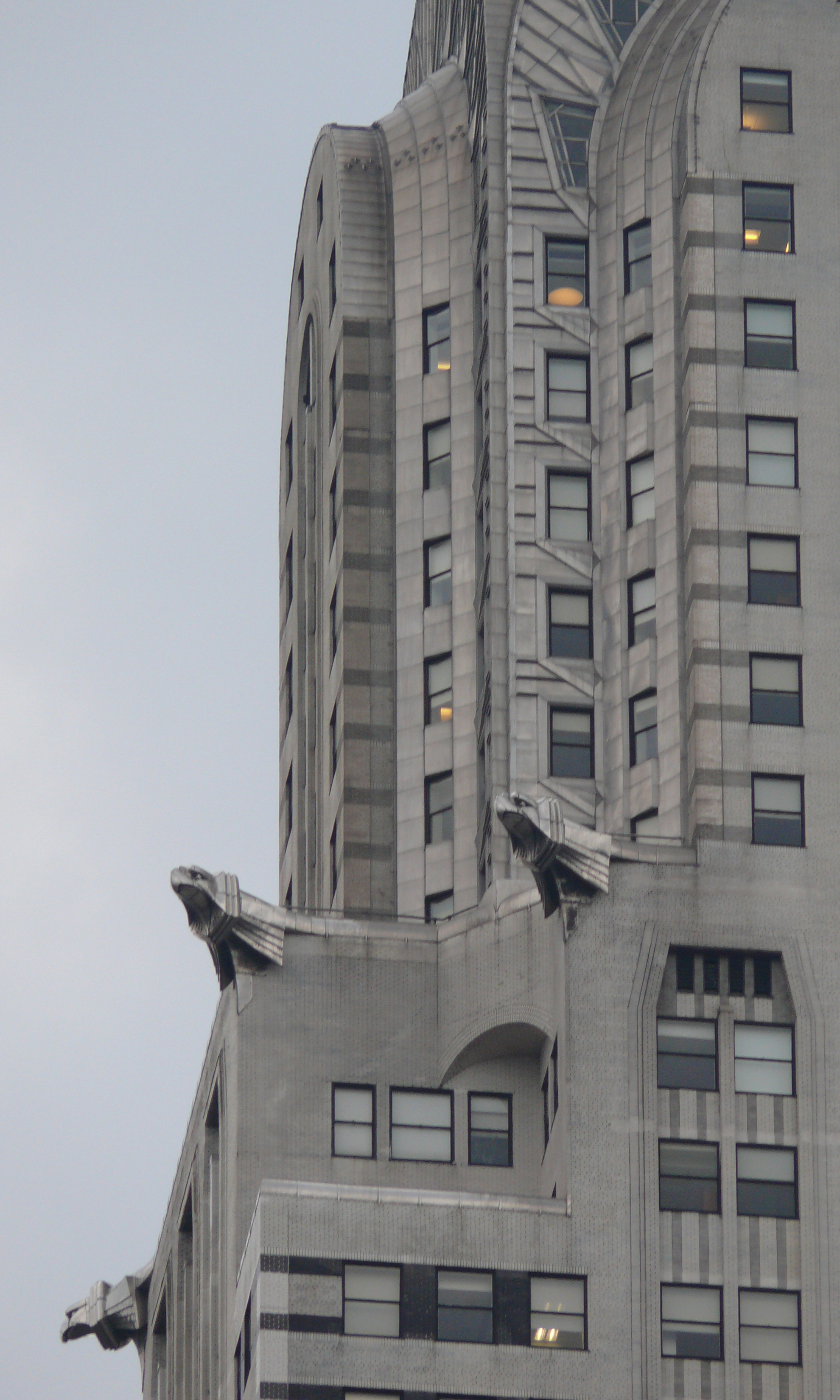
Декоративные гаргуйли Крайслер-билдинга, Нью-Йорк